# Koło życia (buddyzm)

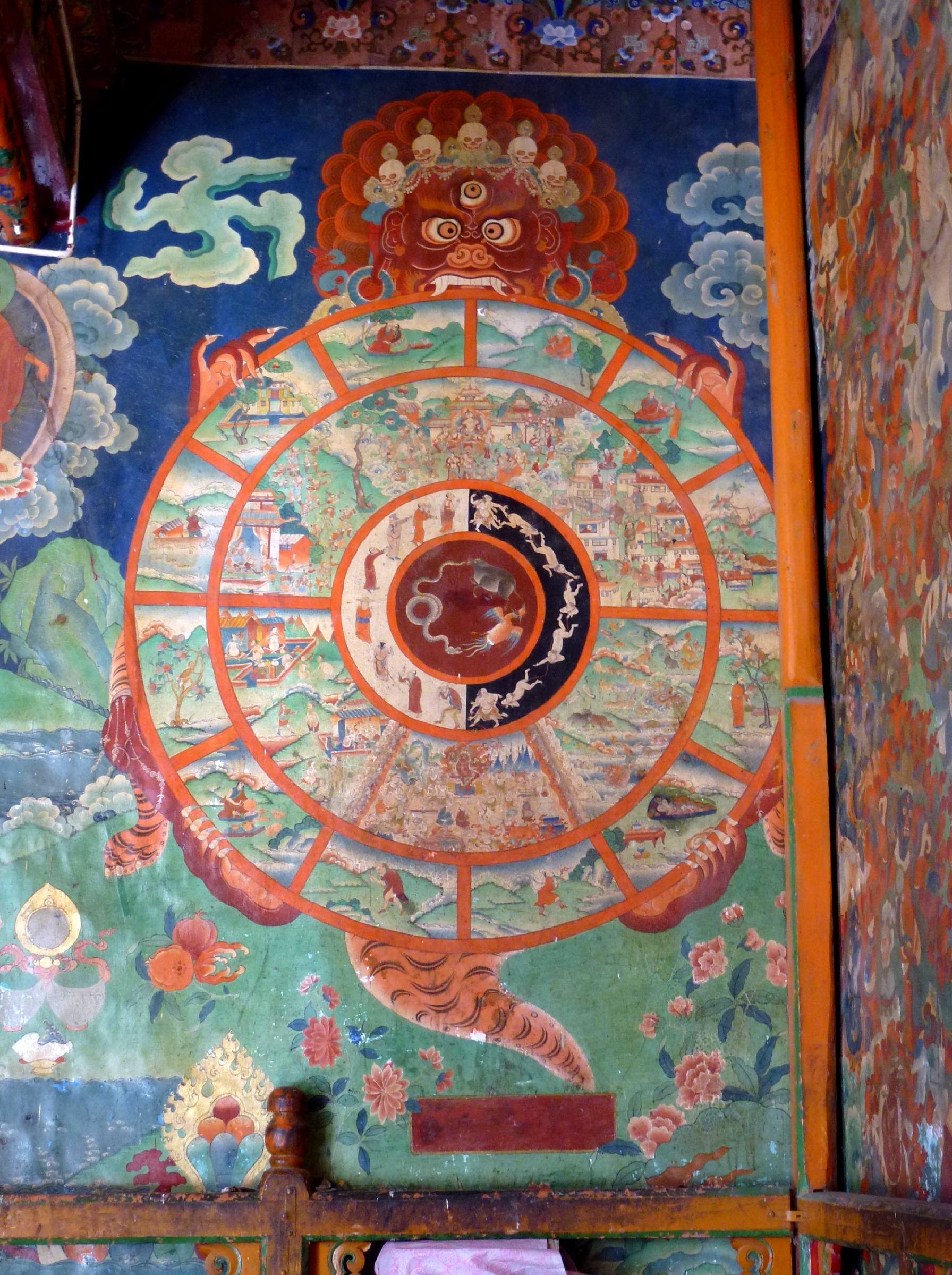
Koło życia

Koło życia (także: koło stawania się, kołowrót życia i śmierci bhawaczakra, sanskryckie bhavacakra) – jest ważnym symbolem buddyzmu. Odnosi się ono zarówno do koła życia składającego się z sześciu sfer egzystencji, czyli samsary (kręgu narodzin i śmierci, świata cierpienia dukkha) jak i do nauczania (ośmiorakiej ścieżki) Buddy Siakjamuniego, o którym mówi się, że puścił w ruch Koło Dharmy. Koło życia dzieli się na cztery koncentryczne kręgi.